# Roketî, Kameanka-Buzka
Roketî (în ucraineană Рокети) este un sat în comuna Starîi Dobrotvir din raionul Kameanka-Buzka, regiunea Liov, Ucraina.

## Demografie
Componența lingvistică a localității Roketî
     Ucraineană (100%)
Conform recensământului din 2001, toată populația localității Roketî era vorbitoare de ucraineană (100%).